# Coleophora defessella
Coleophora defessella é uma espécie de mariposa do gênero Coleophora pertencente à família Coleophoridae.